# Apparecchio magneto-faradico

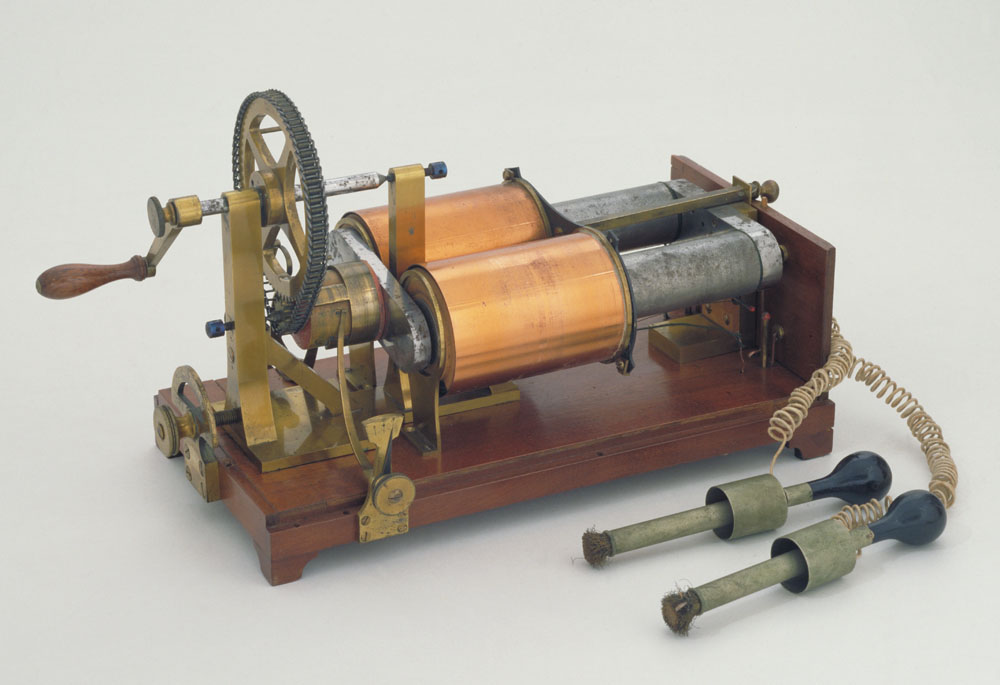
Macchina magnetoelettrica di Guillaume Benjamin-Amand Duchenne al Museo Galileo, Firenze.

Il termine apparecchio magneto-faradico indica una macchina munita di magneti capace di produrre correnti indotte, scoperte da Michael Faraday (1791-1867).
Oltre che per esperimenti scientifici e dimostrazioni, queste macchine erano utilizzate anche per l’elettroterapia, una pratica medica diffusasi a metà Settecento.